# NGC 502
NGC 502 је лентикуларна галаксија у сазвежђу Рибе која се налази на NGC листи објеката дубоког неба.
Деклинација објекта је + 9° 2' 58" а ректасцензија 1h 22m 55,6s. Привидна величина (магнитуда) објекта NGC 502 износи 12,7 а фотографска магнитуда 13,7. NGC 502 је још познат и под ознакама UGC 922, MCG 1-4-43, CGCG 411-40, ARAK 38, PGC 5034.